# Pestișu Mic
Pestișu Mic (en hongrois : Felsőpestes) est une commune du Județ de Hunedoara en Transylvanie, (Roumanie).